# Behawioryzm radykalny
Radykalny behawioryzm – filozofia nauki o ludzkim zachowaniu wywodząca się z pozytywizmu, funkcjonalizmu i pragmatyzmu, fundament analizy zachowania. W odróżnieniu od behawioryzmu metodologicznego, który kładł nacisk na empiryczne badanie zachowania, jak i procesów psychicznych (definiowanych poprzez obiektywnie mierzalne wskaźniki), behawioryzm radykalny postuluje jednolity charakter zachowań prywatnych i publicznych. Zgodnie z tą tezą zachowanie stanowi jedyny obszar badań radykalnego behawioryzmu. Ponadto bazuje on na obserwacji, opisie i teoriach, które wywodzone są za pomocą wnioskowania indukcyjnego. Jego twórcą był Burrhus F. Skinner. 
Nauka o zachowaniu oraz czynnikach środowiskowych na nie wpływających, która opiera się na filozofii radykalnego behawioryzmu to analiza zachowania. Natomiast tworzenie interwencji kształtujących lub zmieniających społecznie istotne zachowania oraz eksperymentalne weryfikowanie ich skuteczności oparte na badaniach analizy zachowania nazywa się stosowaną analizą zachowania. 

## W stronę radykalnego behawioryzmu
Skinner zdefiniował psychologię jako naukę o zachowaniu ludzi i innych organizmów. Twierdził on, że mentalistyczne wyjaśnianie ludzkiego zachowania miało swoje źródła w animizmie i utrzymało się ono z powodu swojej użyteczności w wyjaśnianiu zjawisk odbiegających od normy, nieoczekiwanych zachowań. Świadomościowy sposób wyjaśniania zachowania uważał za niewłaściwy, nie tłumaczący niczego, swego rodzaju tworzenie błędnego koła wyjaśnień.
Pierwsze pełnoprawne kroki w stronę wyjaśnienia zachowań uważanych za przejawy świadomości i zdolności umysłowych upatrywał w eksperymentach w skrzynce problemowej Thorndike'a. Następnym krokiem w stronę radykalnego behawioryzmu był manifest behawiorystyczny Watsona, który jako pierwszy definiował psychologię jako naukę o zachowaniu i negował istnienie wyobrażeń. Skinner całkowicie wyeliminował mentalistyczne podejście do zachowań wewnątrz organizmu postulując jednolity charakter zdarzeń wewnątrz jak i na zewnątrz organizmu.

## Model B. F. Skinnera
Według Skinnera większość zachowań, w które angażują się organizmy to zachowania sprawcze, czyli takie, które zostały wyuczone podczas interakcji organizmu z otoczeniem (w wyniku działania konsekwencji danego zachowania).  W modelu tym reakcje i zachowania człowieka są spontanicznie emitowane. Ich częstotliwość z czasem zaczyna zależeć od tego, jakie skutki wywołują w środowisku, od aktualnych cech środowiska i stanu motywacyjnego organizmu. Są to tzw. bodźce różnicujące, które informują o możliwych konsekwencjach zachowania.
Podsumowując, w modelu Skinnera analizującym relacje pomiędzy reakcją a jej konsekwencjami można wyróżnić trójelementową zależność:
BODZIEC POPRZEDZAJĄCY ⇒ ZACHOWANIE ⇐ KONSEKWENCJA
Pozytywne konsekwencje przeszłych zachowań organizmu zwiększają prawdopodobieństwo jego wystąpienia w przyszłości, a negatywne konsekwencje zmniejszają to prawdopodobieństwo.
Natomiast bodźce poprzedzające informują o tym, że dane zachowanie może w tym konkretnym momencie skutkować określonymi konsekwencjami. 

## Zachowania publiczne i prywatne
Zachowania publiczne (zewnętrzne) to takie, które można obserwować z zewnątrz organizmu.
Zachowania prywatne (wewnętrzne) są dostępne jedynie osobie, która je przeżywa, np. myśli, emocje.
Zgodnie z myślą radykalnego behawioryzmu zachowania zachodzące w organizmie (prywatne) należy rozpatrywać jako część samego zachowania, a nie jako jego fizjologiczne mediatory. Rezygnuje się tu z nadawania zachowaniom prywatnym specjalnego charakteru. Zachowania publiczne i prywatne mają te same rodzaje fizycznych charakterystyk i podlegają tym samym prawom. Z tego powodu zachowania prywatne nie mogą być przyczyną zachowań publicznych.

## Behawiorystyczna koncepcja człowieka
Zgodnie z ideą behawioryzmu zachowanie jednostki podlega zasadom determinizmu, a psychologia powinna badać zależność zachowania od środowiska zewnętrznego. Według Skinnera wszystkie aspekty zachowania człowieka (intra- i interpersonalne) są zależne od wyposażenia genetycznego oraz środowiska fizycznego i społecznego. Struktura zachowania człowieka jest do pewnego stopnia odbiciem struktury środowiska. W środowisku o prostych zależnościach zachowanie człowieka jest nieskomplikowane. Jednakże w bardzo złożonym środowisku organizacyjnym ludzie wykonują skomplikowane sekwencje reakcji.
Dla behawiorysty środowisko jest konfiguracją bodźców (S), które wywołują reakcje człowieka (R). Jednocześnie reakcje te wpływają na zmianę środowiska. 
Behawiorystyczna wizja człowieka może być uznawana za koncepcję człowieka jako całkowicie zewnątrzsterownego bytu. 
Jednakże tezie tej przeczą zasady mówiące o tym, że:
- zachowanie sprawcze jest emitowane, a nie wywoływane
- konsekwencje zachowania same w sobie mogą być bodźcem i mogą kształtować przyszłe zachowanie
- ludzkie zachowanie jest sprawcze, ponieważ kształtuje otoczenie człowieka.